# Campeonato Nacional de Cuba 2023
El Campeonato Nacional de Cuba 2023 es la edición número 111 del Campeonato Nacional de Cuba. La temporada comenzó el 25 de febrero de 2023 y terminará el 17 de junio del mismo año con la final del Torneo Clausura, que definirá al campeón absoluto de Cuba en el 2023.

## Formato
Esta temporada se dividirá en torneos cortos, Apertura y Clausura, los cuales se jugarán en 2 grupos; 8 equipos cada uno en sistema de todos contra todos una vez totalizando 7 partidos cada uno. Al término de ronda regular los líderes de cada grupo pasarán a la final de Apertura y se clasificarán con los 3 siguientes equipos al Clausura. En el Clausura jugarán dos veces totalizando 14 partidos, al final los 2 primeros lugares jugarán la final para definir al campeón de Cuba y de cumplir los requisitos clasificará a la Copa Caribeña de la Concacaf 2024.

## Equipos participantes

### Grupo A
- Artemisa
- Cienfuegos
- Isla de la Juventud
- Ciudad de La Habana
- Matanzas
- Mayabeque
- Pinar del Río
- Villa Clara

### Grupo B
- Camagüey
- Ciego de Ávila
- Granma
- Guantánamo
- Holguín
- Las Tunas
- Sancti Spíritus
- Santiago de Cuba

## Torneo Apertura

### Grupo A
| Pos. | Equipo              | Pts. | PJ | G | E | P | GF | GC | Dif. | Clasificación 2023                  |
| ---- | ------------------- | ---- | -- | - | - | - | -- | -- | ---- | ----------------------------------- |
| 1    | Matanzas            | 9    | 3  | 3 | 0 | 0 | 6  | 1  | +5   | Final de Apertura y Torneo Clausura |
| 2    | Cienfuegos          | 7    | 3  | 2 | 1 | 0 | 5  | 2  | +3   | Torneo Clausura                     |
| 3    | La Habana           | 7    | 3  | 2 | 1 | 0 | 3  | 0  | +3   | Torneo Clausura                     |
| 4    | Pinar del Río       | 4    | 3  | 1 | 1 | 1 | 2  | 2  | 0    | Torneo Clausura                     |
| 5    | Artemisa            | 3    | 3  | 1 | 0 | 2 | 3  | 4  | −1   |                                     |
| 6    | Isla de la Juventud | 1    | 3  | 0 | 1 | 2 | 0  | 3  | −3   |                                     |
| 7    | Villa Clara         | 1    | 3  | 0 | 1 | 2 | 0  | 3  | −3   |                                     |
| 8    | Mayabeque           | 1    | 3  | 0 | 1 | 2 | 1  | 5  | −4   |                                     |

Actualizado a los partidos jugados el 6 de marzo de 2023.
 Fuente: []

### Grupo B
| Pos. | Equipo           | Pts. | PJ | G | E | P | GF | GC | Dif. | Clasificación 2023               |
| ---- | ---------------- | ---- | -- | - | - | - | -- | -- | ---- | -------------------------------- |
| 1    | Santiago de Cuba | 7    | 3  | 2 | 1 | 0 | 5  | 1  | +4   | Final Apertura y Torneo Clausura |
| 2    | Guantánamo       | 6    | 3  | 2 | 0 | 1 | 6  | 3  | +3   | Torneo Clausura                  |
| 3    | Holguín          | 6    | 3  | 2 | 0 | 1 | 4  | 4  | 0    | Torneo Clausura                  |
| 4    | Ciego de Ávila   | 6    | 3  | 2 | 0 | 1 | 2  | 3  | −1   | Torneo Clausura                  |
| 5    | Sancti Spíritus  | 3    | 3  | 1 | 0 | 2 | 1  | 2  | −1   |                                  |
| 6    | Granma           | 3    | 3  | 1 | 0 | 2 | 2  | 4  | −2   |                                  |
| 7    | Camagüey         | 2    | 3  | 0 | 2 | 1 | 1  | 2  | −1   |                                  |
| 8    | Las Tunas        | 1    | 3  | 0 | 1 | 2 | 1  | 3  | −2   |                                  |

Actualizado a los partidos jugados el 6 de marzo de 2023.
 Fuente: []

## Final de Apertura
| Local       | Resultado | Visitante   | Fecha               |
| ----------- | --------- | ----------- | ------------------- |
| 1.° Grupo A | -         | 1.° Grupo B | 18 de marzo de 2023 |